# Inmigración armenia en Venezuela
La inmigración armenia en Venezuela es la corriente migratoria proveniente de Armenia a Venezuela.

## Historia
La diáspora armenia en Venezuela se formó a principios del siglo XX, gracias a los inmigrantes procedentes de Oriente Medio, especialmente de Siria, que se vieron obligados a abandonar su tierra para escapar del genocidio armenio en el Imperio Otomano. Actualmente en Venezuela hay alrededor de 4.000 armenios, de los cuales 1.000 viven en Caracas. Para garantizar las necesidades religiosas de la comunidad, se construyó la iglesia San Gregorio el Iluminator en Caracas (1987). San Gregorio el Iluminador extendió el cristianismo en Armenia al final del III y el comienzo de los siglos IV.
La iglesia tiene una escuela dominical y un coro. La comunidad también tiene una serie de organizaciones políticas y no gubernamentales, organizaciones de mujeres y de jóvenes, y grupos de danza.
El Monumento a las Víctimas del Genocidio Armenio fue construido en la urbanización Chuao de Caracas e inaugurado en 2002.